# نواة شمية أمامية

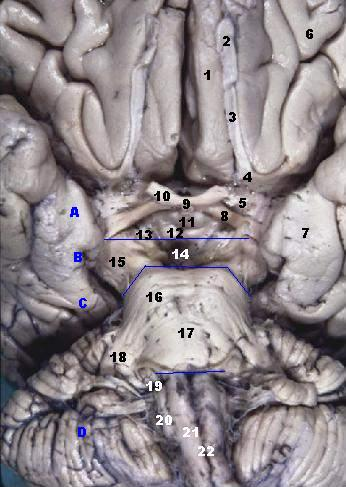

النواة الشمية الأمامية (بالإنجليزية: anterior olfactory nucleus)‏ (وتسمى أيضا القشرة الشمية الأمامية (بالإنجليزية: anterior olfactory cortex)‏ هي جزء من الدماغ الأمامي في الفقاريات، تشارك في حاسة الشم ويُفترض أن لها تأثير قوي على مناطق شمية أخرى مثل البصلة الشمية والقشرة الكمثرية.

## التركيب
يقع خلف النواة الشمية الأمامية كلا من القشرة الكمثرية (وحشيا) والحديبة الشمية (إنسيا)، ويقع أمامها البصلة الشمية.

## الوظيفة
تلعب النواة الشمية الأمامية دورًا محوريًا لكنه غير مفهوم تمامًا في معالجة معلومات المتعلقة بالروائح (الشم)، فالروائح تدخل الأنف وتتفاعل مع أهداب عصبونات المستقبلات الشمية، ويتم إرسال المعلومات عبر العصب الشمي (العصب القحفي الأول) إلى البصلة الشمية، ثم تُنقل المعلومات بعد معالجتها في البصلة الشمية عبر محاور السبيل الشمي، حيث تمر هذه المحاور من خلال النواة الشمية الأمامية، حيث تُوزع النواة الشمية الأمامية المعلومات إلى البصلة الشمية والحديبة الشمية للجانب المقابل، كما تدخل في التفاعلات المتبادل مع البصلة والحديبة الشمية لنفس الجانب. لذلك، فإن وضع النواة الشمية الأمامية يمكنها من تنظيم تدفق المعلومات بين كل المناطق المعنية بمعالجة المعلومات الشمية.